# MS 1512-cB58
MS 1512-cB58 es una galaxia en la constelación de Bootes de fecha o época J2000